# 756 (číslo)
Sedm set padesát šest je přirozené číslo. Následuje po čísle sedm set padesát pět a předchází číslu sedm set padesát sedm. Římskými číslicemi se zapisuje DCCLVI a řeckými číslicemi ψνς. 

## Matematika
756 je:
- Abundantní číslo
- Složené číslo
- Nešťastné číslo

## Astronomie
- (756) Lilliana je planetka hlavního pásu, kterou objevil v roce 1908 Joel Hastings Metcalf

## Roky
- 756
- 756 př. n. l.